# Josh Gardner
Joshua Gardner (Freeport, 14 settembre 1982) è un ex calciatore statunitense, di ruolo attaccante.

## Carriera
Gardner viene selezionato ai Draft del 2004 dal Los Angeles Galaxy ma nel corso della stagione viene impiegato soltanto in due partite, totalizzando appena 25 minuti.
Nel 2006 la sua stagione parte slanciata con buonissime prestazioni in Champions Cup e parte titolare nelle prime partite della MLS. In breve tempo viene però messo da parte da Steve Sampson e non vede il campo fino a che l'allenatore non viene rimpiazzato da Frank Yallop. Con il nuovo allenatore, Gardner gioca da titolare e l'8 luglio 2006 segna la sua prima rete in campionato contro il Real Salt Lake.
Il 23 marzo 2007 rimane svincolato.
Viene così ingaggiato dal Seattle Sounders, militante nella USL, aiutando la squadra a vincere il campionato al suo primo anno. Con il passaggio dei Sounders nella MLS, Gardner firma con il Carolina RailHawks nel gennaio 2009, dove in due anni colleziona 47 presenze e cinque reti.
Nel 2011 ritorna in MLS con la maglia del Columbus Crew. Fa il suo esordio il 22 febbraio 2011 durante il match di andata dei quarti di finale di CONCACAF Champions League contro il Real Salt Lake. Il 27 agosto fa segnare un record particolare:
fa segnare la distanza più breve tra un gol realizzato ed un'autorete, segnando prima al 73º minuto di gioco e d'un minuto più tardi realizzando un autogol, contro i Sounders. Durante L'expansion Draft 2011 viene selezionato dal Montreal Impact
 Rimane con la compagine canadese fino a novembre 2012, annunciando che non sarebbe tornato per la stagione successiva Viene selezionato dallo Sporting Kansas City.
Si ritira il 25 marzo 2014.

## Palmares

### Competizioni nazionali
- U.S. Open Cup: 1

L.A. Galaxy: 2005
- Campionato MLS: 1

L.A. Galaxy: 2005
- A-League/USL First Division: 1

Seattle Sounders: 2007